# شهرستان سونگمینگ
شهرستان سونگمینگ (به لاتین: Songming County) یک شهرستان‌های جمهوری خلق چین در چین است که در کون‌مینگ واقع شده‌است. شهرستان سونگمینگ ۱٬۴۴۲ کیلومتر مربع مساحت و ۳۴۰٬۰۰۰ نفر جمعیت دارد.